# Ignatiy Nesterov
Ignatiy Mixaylovich Nesterov (Tashkent, 20 giugno 1983) è un ex calciatore uzbeko, di ruolo portiere.
È il calciatore che vanta il maggior numero di partecipazioni in Coppa d'Asia con 5 edizioni (tutte dal 2003 al 2019).

## Statistiche

### Cronologia presenze e reti in nazionale
| Cronologia completa delle presenze e delle reti in nazionale ― Uzbekistan | Cronologia completa delle presenze e delle reti in nazionale ― Uzbekistan | Cronologia completa delle presenze e delle reti in nazionale ― Uzbekistan | Cronologia completa delle presenze e delle reti in nazionale ― Uzbekistan | Cronologia completa delle presenze e delle reti in nazionale ― Uzbekistan | Cronologia completa delle presenze e delle reti in nazionale ― Uzbekistan | Cronologia completa delle presenze e delle reti in nazionale ― Uzbekistan | Cronologia completa delle presenze e delle reti in nazionale ― Uzbekistan |
| Data                                                                      | Città                                                                     | In casa                                                                   | Risultato                                                                 | Ospiti                                                                    | Competizione                                                              | Reti                                                                      | Note                                                                      |
| ------------------------------------------------------------------------- | ------------------------------------------------------------------------- | ------------------------------------------------------------------------- | ------------------------------------------------------------------------- | ------------------------------------------------------------------------- | ------------------------------------------------------------------------- | ------------------------------------------------------------------------- | ------------------------------------------------------------------------- |
| 9-1-2019                                                                  | Sharjah                                                                   | Uzbekistan                                                                | 2 – 1                                                                     | Oman                                                                      | Coppa d'Asia 2019 - 1º turno                                              | -1                                                                        | 58’                                                                       |
| 13-1-2019                                                                 | Dubai                                                                     | Turkmenistan                                                              | 0 – 4                                                                     | Uzbekistan                                                                | Coppa d'Asia 2019 - 1º turno                                              | -                                                                         |                                                                           |
| 17-1-2019                                                                 | al-'Ayn                                                                   | Giappone                                                                  | 2 – 1                                                                     | Uzbekistan                                                                | Coppa d'Asia 2019 - 1º turno                                              | -2                                                                        | cap.                                                                      |
| 21-1-2019                                                                 | al-'Ayn                                                                   | Australia                                                                 | 0 – 0 dts (4-2 dtr)                                                       | Uzbekistan                                                                | Coppa d'Asia 2019 - Ottavi di finale                                      | -                                                                         |                                                                           |
| Totale                                                                    |                                                                           | Presenze                                                                  | 4                                                                         |                                                                           | Reti                                                                      | -3                                                                        |                                                                           |

## Palmarès

### Competizioni nazionali
- Campionato uzbeko: 10

Paxtakor: 2002, 2003, 2004, 2005, 2006, 2007
Bunyodkor: 2009, 2010, 2011
Lokomotiv Tashkent: 2016
- Coppa d'Uzbekistan: 8

Paxtakor: 2002, 2003, 2004, 2005, 2006, 2007
Bunyodkor: 2010
Lokomotiv Tashkent: 2014

### Competizioni internazionali
- Coppa dei Campioni della CSI: 1

Paxtakor: 2007